# Macrognathus maculatus
Macrognathus maculatus és una espècie de peix pertanyent a la família dels mastacembèlids.

## Descripció
- Fa 28 cm de llargària màxima.[6][7]

## Alimentació
Menja larves d'insectes bentònics, cucs i crustacis.

## Hàbitat
És un peix d'aigua dolça, bentopelàgic i de clima tropical.

## Distribució geogràfica
Es troba a Àsia: des de Cambodja i el Vietnam fins a Malàisia.

## Observacions
És inofensiu per als humans.